# Pseudodiocus scorpaenus
Pseudodiocus scorpaenus – gatunek widłonoga z rodziny Chondracanthidae; jedyny przedstawiciel rodzaju Pseudodiocus. Gatunek i rodzaj opisał w 1972 roku zoolog Ju-shey Ho z Uniwersytetu Stanu Kalifornia. Skorupiaki te są pasożytami ryby – skorpeny kalifornijskiej (Scorpaena guttata). Okazy typowe pozyskano z jam skrzelowych ryb złowionych u wybrzeży Kalifornii.